# Ле Корбюзьє
Ле Корбюзьє́ (фр. Le Corbusier, справжнє ім'я — Шарль-Едуа́р Жаннере́-Ґрі, фр. Charles-Edouard Jeanneret-Gris; 6 жовтня 1887 — 27 серпня 1965) — французький архітектор і теоретик архітектури швейцарського походження.

## Біографія

### Ранні роки і освіта
Шарль-Едуар Жаннере-Ґрі народився 6 жовтня 1887 року в Швейцарії, в місті Ла-Шо-де-Фон франкомовного кантону Невшатель в сім'ї, де традиційним було ремесло годинникаря-емальєра. У 13 років він вступив до Школи мистецтв у Шо-де-Фоні, де навчався декоративно-прикладному мистецтву у викладача Шарля Леплатеньє. Навчання в Школі мистецтв базувалося на ідеях руху «мистецтв і ремесел», заснованого Джоном Раскіном, а також на популярному в той час стилі «ар нуво». З моменту вступу до цієї школи Ле Корбюзьє почав самостійно займатися ювелірною справою, створюючи емалі й гравіюючи монограми на кришках годинників.
Свій перший архітектурний проєкт Ле Корбюзьє здійснив у неповних 18 років з допомогою професійного архітектора. Це був житловий будинок для гравера Луї Фалло (будинок Фалло), члена ради Школи мистецтв. Коли будівництво закінчилося, на зароблені гроші Ле Корбюзьє здійснив свою першу освітню поїздку — по Італії і країнах Австро-Угорщини. Близько півроку Ле Корбюзьє перебував у Відні, де займався двома новими проєктами житлових будинків для Шо-де-Фона, вивчав архітектуру віденського сецесіону, зустрічався з художниками та архітекторами цього міста, зокрема з дуже популярним тоді Йозефом Гофманом. Побачивши малюнки, зроблені Ле Корбюзьє в подорожі, Гофман запропонував йому працювати у нього в майстерні, від чого той відмовився, оскільки вважав, що сецесіон уже не відповідає сучасним вимогам. Подорож завершилася в Парижі, де Ле Корбюзьє провів більше двох років, працюючи стажистом-креслярем у бюро архітекторів братів Огюста і Густава Перре (1908—1910 роки), новаторів, які пропагували нещодавно відкритий залізобетон. У 1910-му близько півроку він стажував (разом з Місом ван Дер Рое і Вальтером Гропіусом) у майстерні відомого німецького майстра архітектури Петера Беренса під Берліном (Нойбабельсберг).

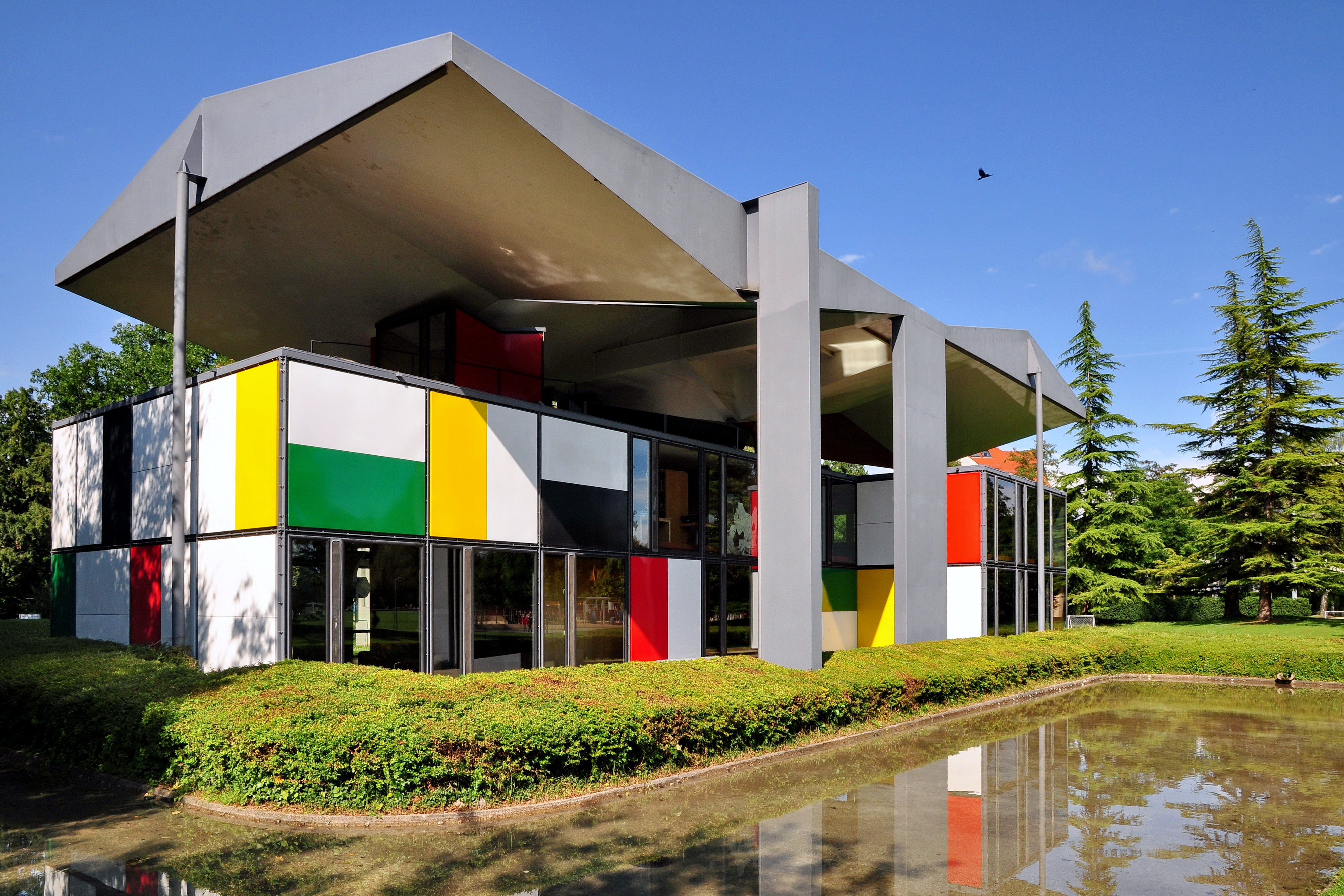
Центр Ле Корбюзьє в Цюриху

Пізніше, з метою самоосвіти, Ле Корбюзьє здійснив ще одну подорож, на Схід (1911 рік) — по Греції, Балканах і Малій Азії, де мав можливість вивчати стародавні пам'ятники, фольклор і традиційне народне будівництво Середземномор'я. Ці подорожі стали його університетами і багато в чому сформували його погляди на мистецтво і архітектуру.

### Період пуризму
1916 року молодий архітектор переїхав до Парижа, де перші п'ять років служив керівником на заводі будівельних матеріалів, а вільний час під впливом свого друга французького художника Амеде Озанфана присвятив заняттям живописом і теорією мистецтва. Разом вони опублікували маніфест «Після кубізму» (1918), в якому сформулювали основні положення пуризму — нової течії в живописі. А потім, у 1920 — 1925 роках, видавали літературно-мистецький журнал «Еспрі Нуво» (франц. «esprit nouveau» — «новий дух»), на сторінках якого Жаннере вперше підписався «Ле Корбюзьє», згадавши прізвище одного із предків матері. У 1922 році Ле Корбюзьє пішов із заводу й разом із двоюрідним братом П'єром Жаннере відкрив у Парижі проєктну майстерню.
Відкривши своє архітектурне бюро в Парижі, в співробітники він взяв свого двоюрідного брата П'єра Жаннере, який стає його постійним компаньйоном. Співробітницею архітектурного бюро стала також французька дизайнерка та архітекторка Шарлотта Пер'ян. 1924 року вони орендували під офіс крило старого паризького монастиря за адресою вул. Севр, 35 (фр. rue de Sevre, 35). У цій імпровізованій майстерні створено більшість проєктів Корбюзьє, тут працювала група його помічників і співробітників.
У 1920-і роки Едуар Жаннере (тепер вже Ле Корбюзьє) спроєктував і побудував кілька багатих вілл, що створили йому ім'я; більшість із них розташовані в Парижі або його околицях. Це споруди яскравого модерністського стилю; їхня абсолютно нова і навіть для свого часу бунтарська естетика змусила говорити про Корбюзьє як про нового лідера європейського архітектурного авангарду. Головні з них: вілла Ла Роша / Жаннере (1924 рік), вілла Штейн у Гарші (тепер Вокрессон, 1927), вілла Савой у Пуассі (1929). Характерні особливості цих споруд — прості геометричні форми, білі гладкі фасади, горизонтальні вікна, використання внутрішнього залізобетонного каркаса. Відрізняє їх також новаторське використання внутрішнього простору, так званий «вільний план». У цих спорудах Корбюзьє застосував свій кодекс архітектора — «П'ять відправних точок архітектури».

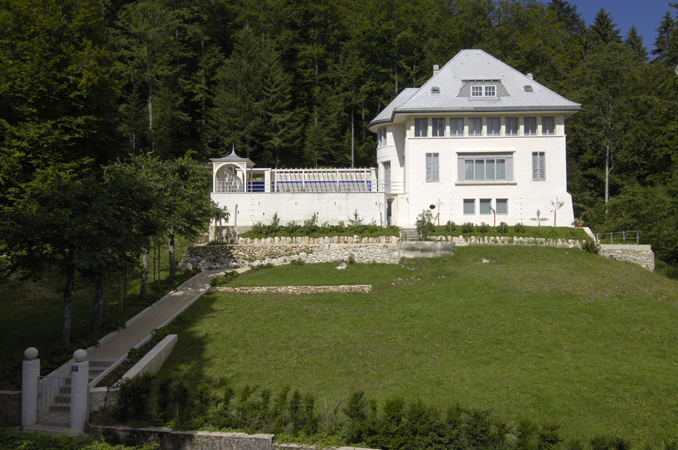
Вілла Жаннере-Перре в Ла-Шо-де-Фон, побудована архітектором для своїх батьків

Для виставки «Осінній салон» 1922 року брати Жаннере представили макет «Сучасного міста на 3 млн жителів», у якому пропонувалося нове бачення міста майбутнього. Згодом цей проєкт був перетворений у «План вуазен» (1925 рік) — детально розроблену пропозицію з радикальної реконструкції Парижа. «Планом вуазен» передбачалося будівництво нового ділового центру Парижа на повністю розчищеній території; для цього пропонувалося знести 240 гектарів старої міської забудови. Вісімнадцять однакових хмарочосів-офісів, 50 поверхів кожний, розташовувалися за планом вільно, на відстані один від одного. Висотні будівлі доповнювали горизонтальні структури біля підніжжя — з функціями різноманітного сервісу та обслуговування. Площа забудови становила при цьому лише 5 %, а решту 95 % території відводилися під магістралі, парки і пішохідні зони (за супровідною анотацією Ле Корбюзьє). «План вуазен» широко обговорювалося у французькій пресі й став свого роду сенсацією.
У цьому та інших подібних проєктах — це плани для Буенос-Айреса (1930 рік), Антверпена (1932), Ріо-де-Жанейро (1936), «План Обюс» для Алжиру (1931) — Ле Корбюзьє розвивав цілком нові містобудівні концепції. Загальна їхня суть в тому, щоб за допомогою нових планувальних методів підвищити комфорт проживання в містах, створити в них зелені зони (концепція «зеленого міста»), сучасну мережу транспортних магістралей, і все це при значному збільшенні висоти будинків і густоти населення. У цих проєктах Корбюзьє проявив себе як послідовний урбаніст.
У 1924 році на замовлення промисловця Анрі Фрюже в передмісті Пессак під Бордо було зведено за проєктом Корбюзьє містечко «Сучасні будинки Фруже» (фр. Quartiers Modernes Frugès). Це містечко, що складається з 50-ти дво-триповерхових житлових будинків, було одним з перших дослідів будівництва будинків серіями у Франції. Тут застосовано чотири типи будівель, різних за конфігурацією і плануванням: стрічкові будинку (тип «аркада»), окремі (тип «хмарочос») і блоковані. У цьому проєкті Корбюзьє намагався запропонувати різні типи сучасного будинку за доступними цінами — простих форм, нескладних у будівництві, і водночас з сучасним рівнем комфорту.
1927 року архітектор взяв участь у міжнародному конкурсі проєктів будівлі Ліги Націй у Женеві. Запропонований ним проєкт являв собою архітектурний комплекс, невисокі протяжні корпуси якого добре вписувалися в ландшафт. По-новому був спроєктований зал засідань: він звужувався до трибуни, в тому ж напрямку знижувалася і стеля (таке рішення згодом не раз було використане іншими архітекторами). Проєкт Ле Корбюзьє зібрав найбільшу кількість голосів членів журі. Однак за заявою паризького представника він був оголошений поза конкурсом, тому що «не викреслений китайською тушшю».

### Початок «інтернаціонального» стилю
У 1928—1930 роках Ле Корбюзьє здійснив три поїздки в Росію, знайшовши тут однодумців. Він переміг у конкурсі й отримав замовлення на проєктування будинку Центросоюзу (Центральної спілки споживчих товариств СРСР). Це був його перший реалізований проєкт великої громадського споруди. Будівля, що виходить на паралельні транспортні магістралі, має два різних фасади. Ле Корбюзьє тонко обігрує поєднання теплих за тоном шорстких поверхонь, облицьованих фіолетово-рожевим туфом, і скляної «навісної стіни». На цьому гігантському «екрані» відображається мінлива картина московського неба, руйнуючи враження сухого геометризму і роблячи будівлю одним із найпоетичніших творів функціональної архітектури.
Також 1930 року Ле Корбюзьє прийняв французьке громадянство.
Під час Другої світової війни майстер, поїхавши до неокупованої зони Франції, присвятив себе живопису і теоретичним дослідженням. За цей час він видав книги «На роздоріжжі» (1941 рік), «Доля Парижа» (1941), «Дім людини» (1942), «Афінська хартія» (за матеріалами Міжнародного конгресу з сучасної архітектури в Афінах, 1943).

### Період «нового пластицизму»

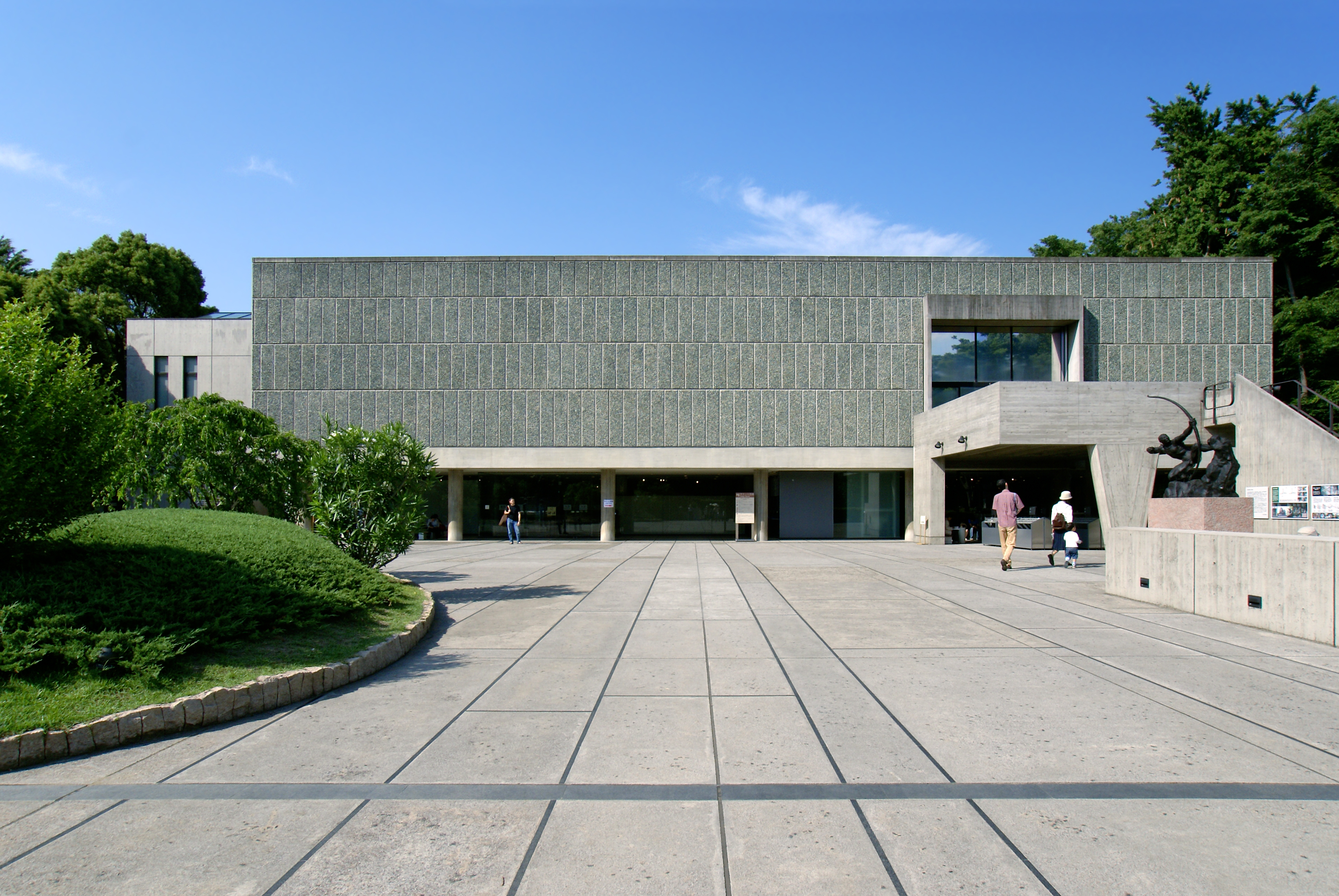
Будівля Національного музею західного мистецтва в Токіо

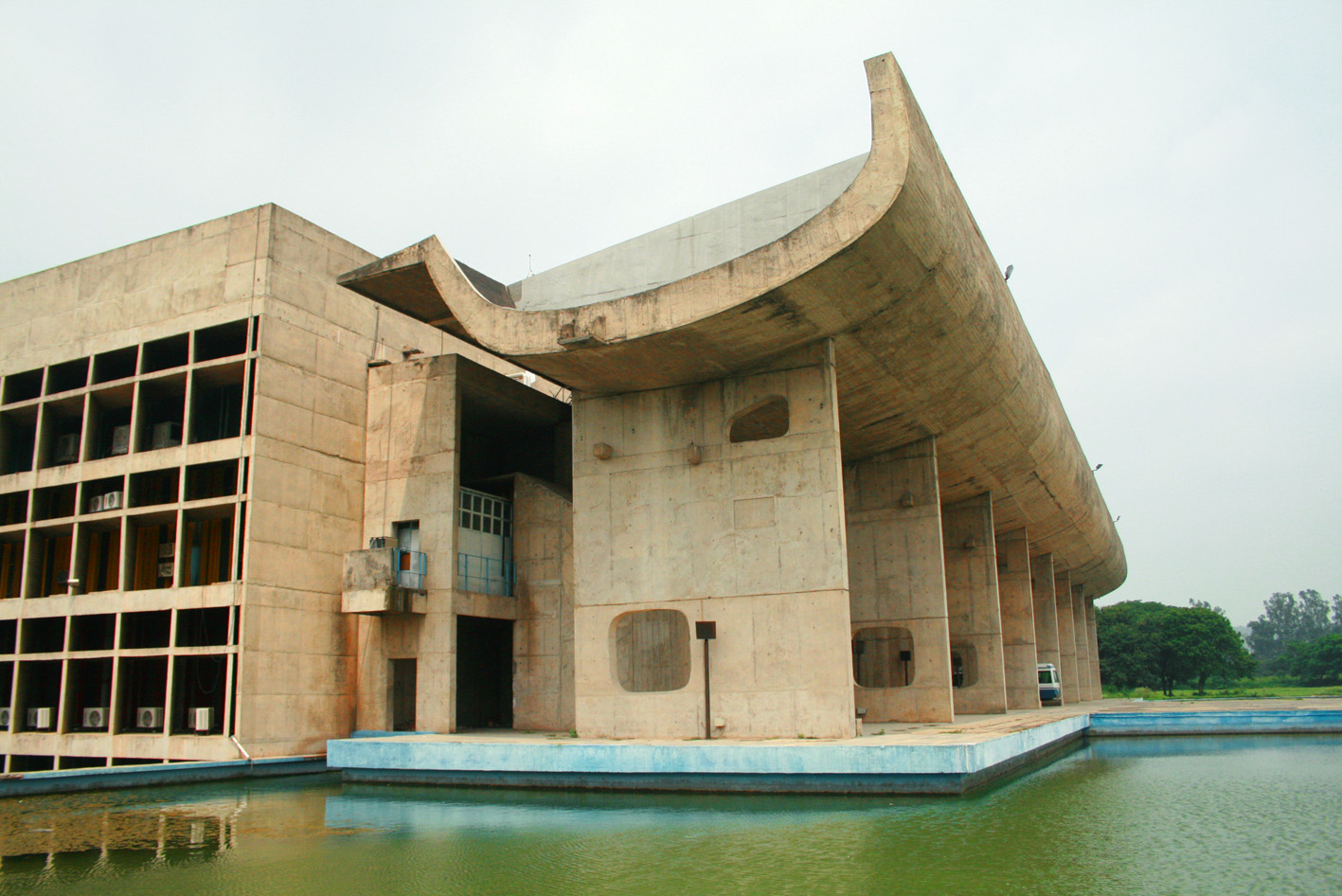
Будівля асамблеї Чандігарха

Після війни кожна зведена споруда Ле Корбюзьє ставала художнім відкриттям. Такими були капела в Роншані (1950—1955 роки), Монастир Ля-Туретт біля Ліона (1957—1959 роки), будівля Національного музею західного мистецтва в Токіо (1956 — 1959 роки), Центр мистецтв в Кембриджі, США (1961−1964 роки). Він залишив аскетизм і пуристську стриманість своїх попередніх творів. Тепер його манера відрізнялася багатством пластичних форм, фактурною обробкою поверхонь. Побудовані в ці роки будівлі знову змусили говорити про нього.
Перш за все, це Марсельський блок (1947—1952 роки) — багатоквартирний житловий будинок в Марселі, розташований осібно на просторій озелененій ділянці. Корбюзьє використав стандартизовані квартири «дуплекс» (на двох рівнях) з лоджіями, що виходять на обидві сторони будинку. Спочатку Марсельський блок задумувався як експериментальне житло з ідеєю колективного проживання (свого роду комуна). Всередині будівлі розташований громадський комплекс послуг: кафетерій, бібліотека, пошта, продуктові магазини та інше. На огороджувальних стінах лоджій вперше в такому масштабі застосоване розфарбовування в яскраві чисті кольори — поліхромія. Подібні житлові одиниці (частково видозмінені) зведені пізніше в містах Нант, Резе (1955 рік), Брі-ан-Форе (1961), Фірміні (1968) (Франція), в Західному Берліні (1957). У цих спорудах втілилася ідея «променистого міста» Корбюзьє — міста, сприятливого для існування людини.
1950 року на запрошення індійської влади штату Пенджаб Корбюзьє розпочав реалізовувати наймасштабніший проєкт свого життя — проєкт нової столиці штату, міста Чандігарх. Місто будувалося впродовж приблизно десяти років (1951—1960, добудовувався протягом 1960-х років). Разом із Ле Корбюзьє у проєктуванні співпрацювали архітектори з Англії, подружжя Максвелл Фрай і Джейн Дрю, а також П'єр Жаннере, — три головних архітектора, які здійснювали нагляд за будівництвом. З ними працювала також велика група індійських архітекторів на чолі з М. Н. Шарма.
Помер Ле Корбюзьє у французькому містечку Рокбрюн-Кап-Мартен 27 серпня 1965. 2002 року Фонд Ле Корбюзьє і Міністерство культури Франції виступили з ініціативою внести твори Ле Корбюзьє до списку пам'яток Світової спадщини ЮНЕСКО. Заручившись підтримкою країн, на території яких зведені його споруди, — Франції, Аргентини, Німеччини, Швейцарії, Бельгії , Індії, Японії — ці організації підготували список творів Ле Корбюзьє і подали свою пропозицію в ЮНЕСКО у січні 2008 року. 17 червня 2016 року відповідний комітет Світової вніс архітектурне надбання Ле Корбюзьє до списку пам'яток Світової спадщини ЮНЕСКО.

## Творчість
Ле Корбюзьє — один з найвизначніших архітекторів XX століття, його місце в одному ряду з такими реформаторами архітектури, як Френк Ллойд Райт, Вальтер Гропіус, Людвіг Міс ван дер Рое. Він досяг популярності завдяки своїм спорудам, завжди самобутньо оригінальним, а також талановитому перу письменника-публіциста. Будинки за його проєктами можна побачити в різних країнах — у Швейцарії, Франції, США, Аргентині, Японії і навіть у Росії.
Головною темою творчості архітектора стала розробка принципів будівництва сучасного міста і житла. Ще 1914 року він висунув ідею будинку з осередками, стандартизованими, як кісточки доміно (проєкт «Дом-Іно»). На плані така будівля нагадувала збудовані в цій грі ланцюжки, а колони — окуляри на кісточках. По суті, це був перший в історії зодчества проєкт каркасного будинку для серійного виробництва.

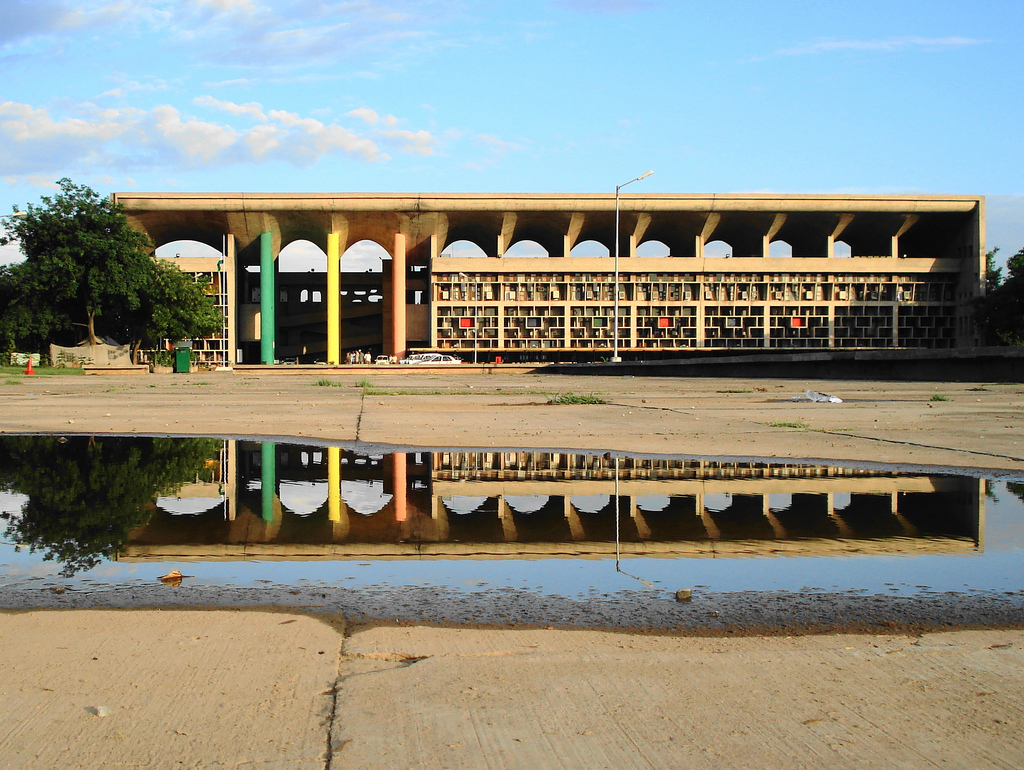
Палац Юстиції, Чандігарх, Пенджаб

Дослідження, розпочаті в проєкті «Дом-Іно», отримали розвиток у проєкті «Вуазен» — плані перебудови Парижа, розробленому в 1925 року; в «містах-садах» Льєжі та Пессаці поблизу Бордо (1926). Цими типовими та індивідуальними будівлями (численними віллами) Ле Корбюзьє немов би ілюстрував сформульовані ним у 1926 році знамениті «п'ять пунктів» архітектури Ле Корбюзьє:
- будинок встановлюється на опорах, а під ним простягається зелена зона;
- вільне планування: за необхідності внутрішні перегородки приміщення можна розташовувати по-різному;
- неопорна фасадна стіна; оформлення фасаду залежно від гнучкого планування;
- віконні отвори зливаються в єдине стрічкове вікно. Такі вікна не тільки дають краще освітлення, але й формують особливий геометричний малюнок фасаду;
- плоский дах-тераса з садом повинні повертати місту ту зелень, яку відбирає об'єм будівлі.

Зараз всі ці прийоми стали звичними рисами сучасного будівництва.

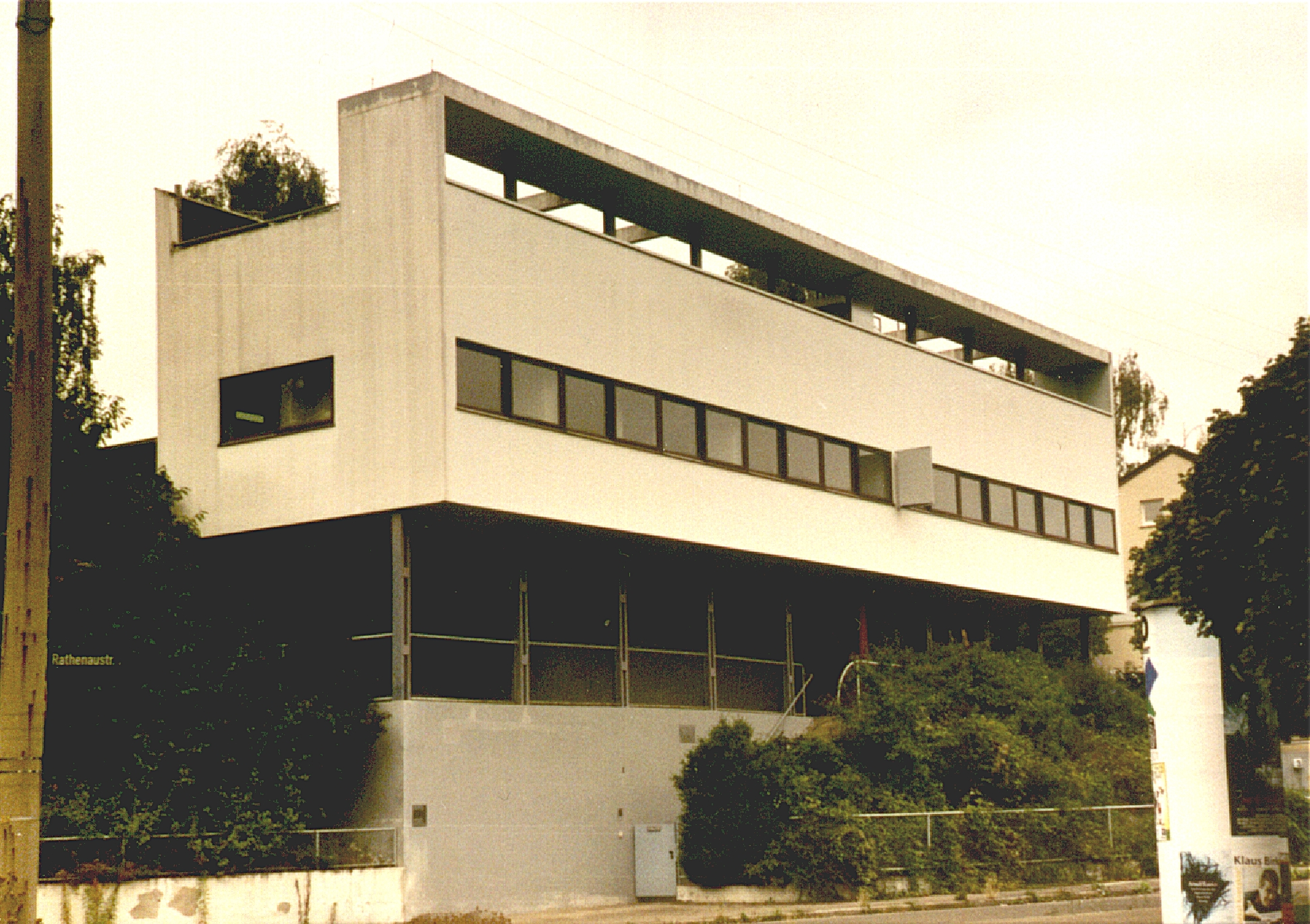
Житловий будинок в селищі Вайссенгоф

Незвичайну популярність творчості Ле Корбюзьє можна пояснити універсальністю його підходу, соціальною наповненістю його пропозицій. Не можна не відзначити його заслуги і в тому, що він відкрив очі архітекторам на вільні форми. Великою мірою саме під враженням його проєктів і будівель відбулося зрушення в свідомості архітекторів, внаслідок чого вільні форми в архітектурі стали застосовувати набагато ширше і з набагато більшою невимушеністю, ніж раніше.
Риси його особистості неоднозначні: це і людина відкритої свідомості, і містик, це і громадський лідер, організатор Міжнародних конгресів сучасних архітекторів CIAM — і рак-відлюдник, що ховається від усіх у своєму крихітному будиночку-майстерні на мисі Кап-Мартен, це апологет раціонального підходу, і одночасно архітектор, який створював споруди, які сучасникам здавалися верхом ексцентричності та ірраціональності. Серед сильних світу цього, його заступників, ми бачимо такі постаті, як Андре Мальро і Джавахарлал Неру. Характерні особливості іміджу Ле Корбюзьє — строгий темний костюм, краватка-метелик, а також круглі рогові окуляри, які стали його своєрідним фірмовим знаком.

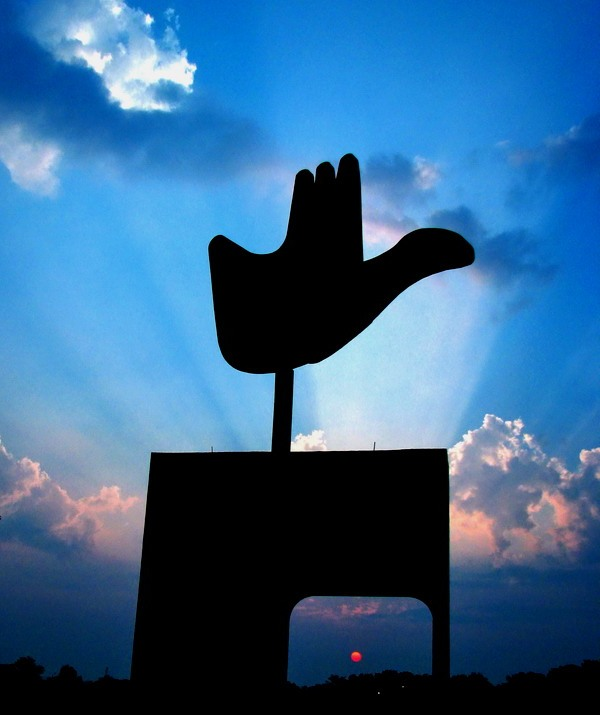
Пам'ятник «Відкрита рука»

Ле Корбюзьє належить кілька утопічних містобудівних проєктів, що передбачали організацію міського життя в декількох вертикальних ярусах, регулярний план міста з розподілом на різнофункціональні зони, суворо упорядковані за допомогою архітектури й, таким чином, уподібнена роботі машини діяльність людей (план «Вуазен» для Парижа і плани нової розбудови Буенос-Айреса, Алжира, Антверпена тощо) Один із таких проєктів передбачав перебудову Москви за регулярним планом, але абсолютно без урахування її історичної забудови та особливостей ландшафту. Серед будівель Ле Корбюзьє 1930-х — початку 1940-х років — будівлі Центру Армії спасіння в Парижі (1932—1933) та Міністерства освіти і охорони здоров'я в Ріо-де-Жанейро (1937—1943, спільно з низкою інших архітекторів).
Ле Корбюзьє виступив проти раціонального виробництва і ним же самим проголошеного гасла «Будинок — це машина для житла». Йому належать слова: «Немає людських сил, щоб знищити лірику. Не можна було б пустити в хід цю „житлову машину“, якби вона не задовольняла духовним запитам. Де починається архітектура? Вона починається там, де закінчується машина». У свої роботи він став запроваджувати форми, характерні для традиційного народного житла, тонко враховуючи навколишню природу. Вперше така стилістика проявилася 1930 року — в будинку з дерева та каменю з похилою покрівлею, призначеному для відокремленої ділянки (будинок Еррасуріс у Чилі). У подібних будівлях Ле Корбюзьє прагнув насамперед до образної виразності. Функціоналісти обурено називали це «мистецтвом для мистецтва».
У 1940-х роках Ле Корбюзьє розробив систему гармонійних величин, в основі якої лежали пропорції людського тіла. Ця система повинна була стати відправною точкою архітектурного проєктування. Вона отримала назву «Модулор». У 1948—1952 він побудував у Марселі «житлову одиницю» — 17-поверховий будинок яскравого забарвлення, забезпечений сонцерізами, для якого передбачалася можливість автономного функціонування, проте ця ідея не була здійснена. Згодом ним були створені капела Нотр-Дам-дю-О в Роншамі (1950—1953); генеральний план міста і адміністративні будівлі в Чандігарху, столиці індійського штату Пенджаб (1950—1957); Національний музей західного мистецтва в Токіо (1957—1959); Центр мистецтв Гарвардського університету в Кембриджі, США (1964); лікарня у Венеції (1965).
Діяльність Ле Корбюзьє займає виняткове місце у розвитку архітектури XX сторіччя. Про нього сперечалися за життя і після смерті. Його називали найвизначнішим і найбільш нелюбимим зодчим століття. І він з гіркотою й гордістю визнавав за своїм мистецтвом здатність викликати «в одних випадках гнів, в інших — ентузіазм». Зодчий, живописець, скульптор, дизайнер, блискучий публіцист і теоретик, він дивився на сучасність немов з майбутнього.

## Відзнаки і нагороди

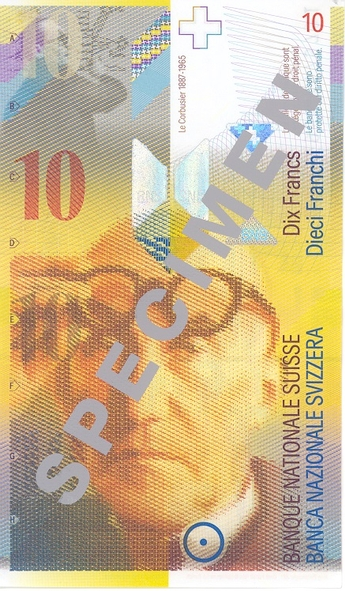
Портрет Ле Корбюзьє на 10-франковій швейцарській банкноті

Обраний почесним доктором (Honoris causa):
- Університету в Цюриху (за дослідження математичних порядків, 1934 рік),
- Технічного університету в Цюриху (1955),
- Університету в Кембриджі (1959),
- Колумбійського університету (Нью-Йорк, 1961),
- Університету Женеви (1963);

Нагороджений французьким Орденом Почесного легіону:
- Орден Лицаря (1937 рік);
- Орден Командора (1952);
- Орден Офіцера вищого рангу (1963).

Почесний член багатьох Академій мистецтв.
Серед інших нагород:
- 1953 — Золота медаль Королівського інституту Британських архітекторів;
- 1961 — Золота медаль AIA — Американського інституту архітекторів;
- 1961 — Французький орден «За Заслуги»;
- 1961 — Медаль Франка Брауна;
- 1963 — Золота медаль міста Флоренція

## Основні будівлі і споруди

### Допаризький період
- 1905 — Вілла Фалло в Ла-Шо-де-Фон, Швейцарія
- 1912 — Вілла Жаннере-Перре в Ла-Шо-де-Фон, Швейцарія
- 1916 — Вілла Швоб (Вілла Турку) в Ла-Шо-де-Фон, Швейцарія

### Період 1917—1939
- 1922 — Будинок-ательє Амеді Озанфан, Париж, Франція
- 1923—1924 — Вілла Ла Роша / Жаннере, Париж, Франція
- 1924—1925 — Селище Фруже, Пессак, Бордо, Франція
- 1924 — Павільйон «Еспро НУВО» для Всесвітньої виставки в Парижі, Франція
- 1926 — Будинок-притулок Армії Порятунку в Парижі, Франція
- 1926 — Будинок Кук у Булонь-сюр-Сен, Париж, Франція
- 1926—1927 — Вілла Штейн / де Монза, Вокрессон, Париж, Франція
- 1927 — Будинки в житловому районі Вайсенгоф, Штутгарт, Німеччина
- 1928—1933 — Будинок Центросоюзу в Москві
- 1929—1931 — Вілла Савой у Пуассі, Франція
- 1930—1932 — Швейцарський павільйон Інтернаціонального студентського містечка, Париж
- 1930 — Багатоквартирний будинок Кларте в Женеві, Швейцарія
- 1931—1933 — Будинок в Порт-Молітор (з апартаментами Ле Корбюзьє) Париж, Франція

### Період 1940—1965
- 1946—1951 — Мануфактура Дюваль у Сен-Дьє, Франція
- 1947—1952 — Марсельська житлова одиниця, Марсель, Франція
- 1949 — Будинок Куручет в Ла-Платі, провінція Буенос-Айрес, Аргентина
- 1951—1957 — Чандігарх — нова столиця штату Пенджаб, Індія:
- 1951 — Музей і галерея мистецтв
- 1951—1958 — Будівля Секретаріату
- 1951—1955 — Палац Юстиції
- 1951—1962 — Будівля Асамблеї
- 1951—1957 — Ахмадабад
- 1951—1956 — Будинок Сарабхаї
- 1951—1956 — Будинок Сходан
- 1951—1957 — Будівля Текстильної асоціації
- 1951—1957 — Музей

### Інші проєкти
- 1955—1957 — Будинки Жауль у Неї-сюр-Сен, Париж, Франція
- 1957—1959 — Бразильський павільйон, Інтернаціональне студентське містечко, Париж
- 1957—1959 — Художній музей у Токіо, Японія
- 1963—1967 — Павільйон Гейді Вебер (Центр Ле Корбюзьє), Цюрих
- 1962 — Карпентер-Центр Візуальних Мистецтв, Гарвардський університет, Бостон, США

### Твори монументального мистецтва
- Настінні розписи, виконані Корбюзьє власноруч:
  - 8 розписів-сграфіто у віллі Бадовічі і Елен Грей на мисі Кап-Мартен (1938—1939);
  - Розпис в будівлі мануфактури Дюваль, кінець 40-х років;
  - Розпис у Швейцарському павільйоні Інтернаціонального студентського містечка, Париж (розмір 55 кв.м, 1948);
  - Розписи в будинку скульптора Костянтино Нівола (Іст-Гемптон у Саффолк-Каунті, Нью-Йорк, США, 1950);
- Рельєфи «Модулор» на будівлях Житлових одиниць (Марсель, 1951; Резе-ле-Нант, 1955, та інші);
- Пам'ятник «Відкрита рука» (в тому числі скульптурне зображення «руки» для пам'ятника) — за ескізами Корбюзьє, в місті Чандігарх, Індія.
- Великомасштабні емалі (за ескізами Ле Корбюзьє):
  - Для входу в капелу Роншан (1951);
  - Для великого церемоніального входу в Будівлі асамблеї, (Чандігарх, 1953), та інші.
- Декоративні настінні килими великого розміру (за ескізами Ле Корбюзьє):
  - Акустичний килим для зали засідань Палацу юстиції, Чандігарх (площа 650 кв.м, 1954);
  - Килим для зали президентського палацу в Чандігархі (площо 144 кв.м, 1956)
  - Килим-панно для театру в Токіо (площа 210 кв.м, 1950-і);
  - І багато інших килимів, які Корбюзьє називав «мюральномадами», — за ескізами, виконаним ним для килимових майстерень Обюссона в 1948—1950 роках.